# ジェシー Vol. 2
『ジェシー Vol. 2』（Djesse Vol. 2）は、イギリスの歌手であるジェイコブ・コリアーの3枚目のアルバム。4部作『ジェシー（Djesse）』シリーズの第2作目である。2019年7月19日リリース。
先行シングルとして、「Make Me Cry」が2019年4月12日に、「Here Comes The Sun」が4月26日に、「Moon River」が6月13日に、「It Don't Matter」が7月5日にリリースされた。

## 概要
2018年10月29日に発表された4部作・50曲構成の音楽プロジェクト『ジェシー（Djesse）』シリーズの第2作目にあたる。4部作のうち”日々の異なる側面”（a different part of the day）を表している。本作は、ベッカ・スティーヴンズ、リアン・ラ・ハヴァス、ドディー・クラーク、アウマウ・サンガレ、サム・アミドン、キャスリン・ティッケルとのコラボレーションによって制作された。
11曲目に収録されている「Here Comes The Sun」はビートルズのカバー曲であり、ドディー・クラークとのコラボレーションにより制作された。この曲のミュージック・ビデオはコリアーとクラークの手により監督・録画された。また、3作目の先行シングルとしてリリースされた「Moon River」のア・カペラ・アレンジの冒頭部は、クインシー・ジョーンズやハンス・ジマーなどの音楽業界の著名人を含む、コリアーの友人で構成される144人の合唱に加え、コリアー自身の5000回におよぶ多重録音で始まる。

## 受賞・ノミネート
第62回グラミー賞で「Moon River」がBest Arrangement, Instrumental and Vocalsを受賞した。

## 収録曲
特記のないトラックはジェイコブ・コリアーによって作詞、作曲、プロデュースされている。
| #         | タイトル                                                                     | 作詞・作曲                                  | 時間  |
| --------- | ---------------------------------------------------------------------------- | ------------------------------------------- | ----- |
| 1.        | 「Intro」(with Kathryn Tickell)                                              | Collier Kathryn Tickell                     | 1:27  |
| 2.        | 「Sky Above」(featuring MARO and ベッカ・スティーヴンズ)                     | Collier Tickell ベッカ・スティーヴンズ MARO | 4:11  |
| 3.        | 「Bakumbe」(featuring Sam Amidon)                                            |                                             | 4:09  |
| 4.        | 「Make Me Cry」                                                              |                                             | 3:52  |
| 5.        | 「Moon River」                                                               | ヘンリー・マンシーニ、ジョニー・マーサー    | 8:17  |
| 6.        | 「Feel」(featuring Lianne La Havas)                                          | Collier Lianne La Havas                     | 6:30  |
| 7.        | 「À Noite」(interlude)                                                       |                                             | 2:24  |
| 8.        | 「Lua」(featuring MARO)                                                      | Collier MARO                                | 7:02  |
| 9.        | 「I Heard You Singing」(featuring ベッカ・スティーヴンズ and クリス・シーリ) | Collier ベッカ・スティーヴンズ              | 4:51  |
| 10.       | 「It Don't Matter」(featuring ジョジョ)                                      |                                             | 4:21  |
| 11.       | 「Here Comes the Sun」(featuring Dodie)                                      | ジョージ・ハリスン                          | 3:58  |
| 12.       | 「Dun Dun Ba Ba (interlude)」(interlude)                                     |                                             | 1:55  |
| 13.       | 「Nebaluyo」(featuring Oumou Sangaré)                                        | Collier Oumou Sangaré                       | 5:17  |
| 14.       | 「Do You Feel Love」(featuring スティーブ・ヴァイ)                           |                                             | 3:33  |
| 15.       | 「Outro」                                                                    |                                             | 2:46  |
| 16.       | 「Time to Rest Your Weary Head」                                             |                                             | 6:09  |
| 合計時間: | 合計時間:                                                                    | 合計時間:                                   | 70:42 |